# Mitsubishi 3000GT
Mitsubishi 3000GT, även kallad Mitsubishi GTO, är en sportbil som producerades av japanska Mitsubishi Motors som kan jämföras med sina kontemporärer Toyota Supra, Nissan GT-R och Nissan 300ZX.